# Saison 1 de The Voice Kids (France)
 (septembre 2021).
Si vous disposez d'ouvrages ou d'articles de référence ou si vous connaissez des sites web de qualité traitant du thème abordé ici, merci de compléter l'article en donnant les références utiles à sa vérifiabilité et en les liant à la section « Notes et références ».
 (septembre 2021).
- Si vous ne connaissez pas le sujet, laissez ce bandeau (vous pouvez alors contacter les auteurs).
- Si vous supprimez le contenu mis en cause (vous pouvez préalablement contacter les auteurs),

argumentez précisément cette suppression dans la page de discussion
(un manque de référence n'est pas un argument ; une recherche réelle de référence doit avoir été effectuée, être formellement documentée).
Pour les articles homonymes, voir The Voice, The Voice Kids, Saison 1 de The Voice et Saison 1 de The Voice Kids.
La saison 1 de The Voice Kids a été diffusée du 23 août 2014 au 20 septembre 2014 sur TF1.
L'émission est une déclinaison de The Voice pour des candidats de 6 à 15 ans. Contrairement à The Voice où ils sont quatre, les coachs sont au nombre de trois. Les auditions à l'aveugle ont été tournées en octobre 2013 et les battles le 4 janvier 2014. Seule la finale a été diffusée en direct le 20 septembre 2014.

## Participants

### Présentateurs
L'émission est, comme à sa version « adultes », présentée par Nikos Aliagas sur le plateau et Karine Ferri dans les coulisses.

### Coachs
Le jury est constitué de :
- Louis Bertignac, auteur-compositeur-interprète et guitariste français ;
- Jenifer, chanteuse française ;
- Garou, chanteur québécois.

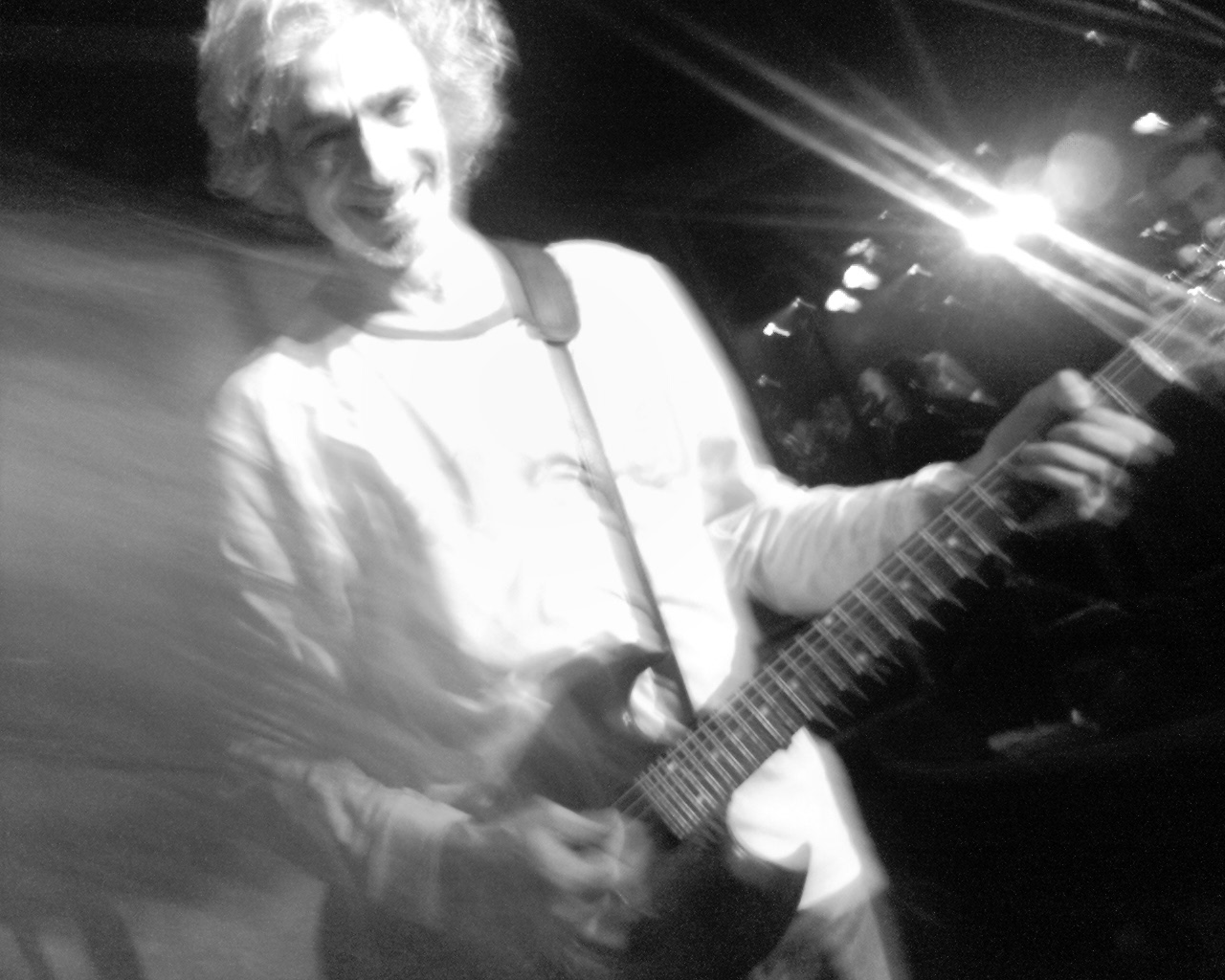
Louis Bertignac
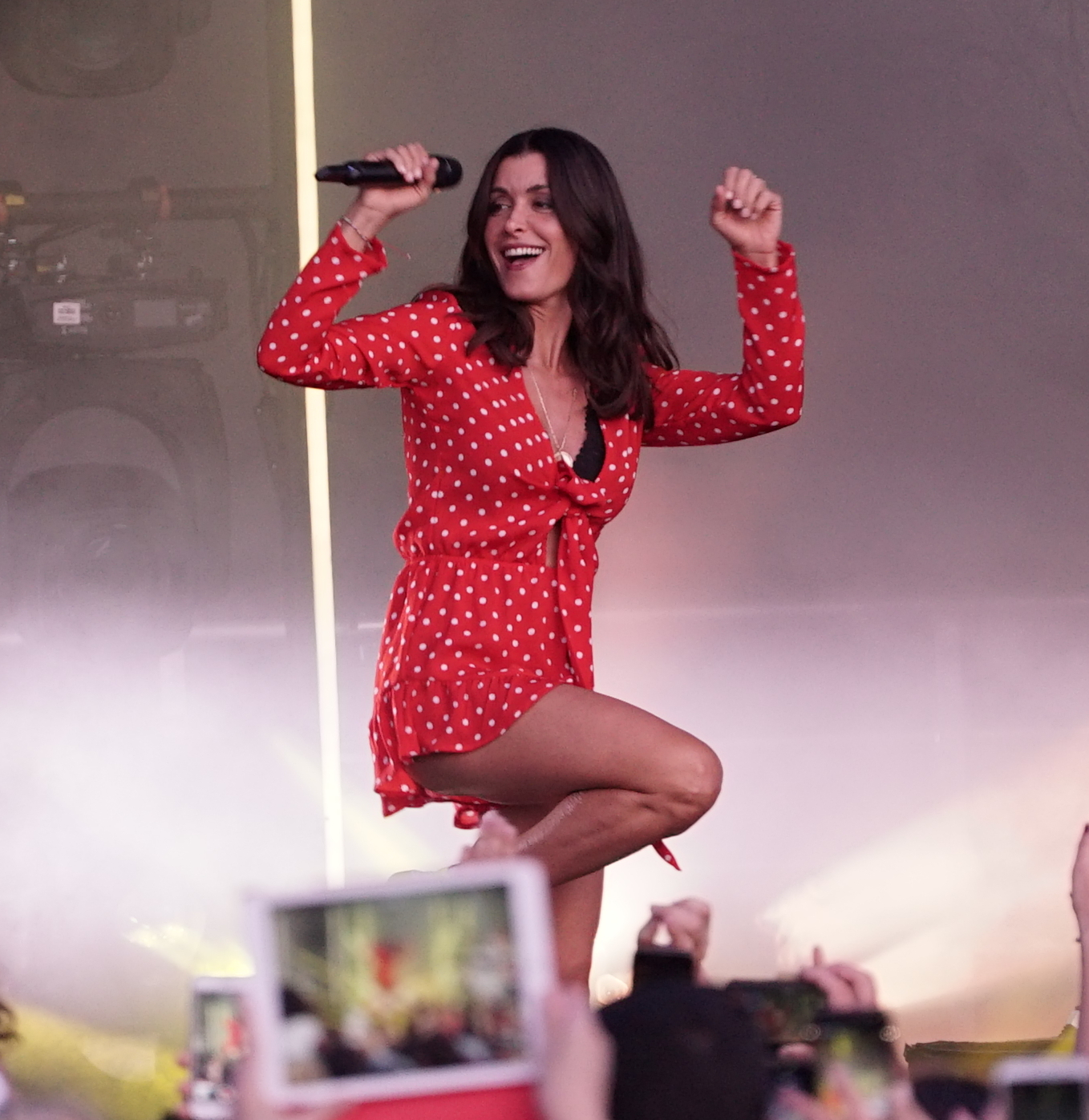
Jenifer
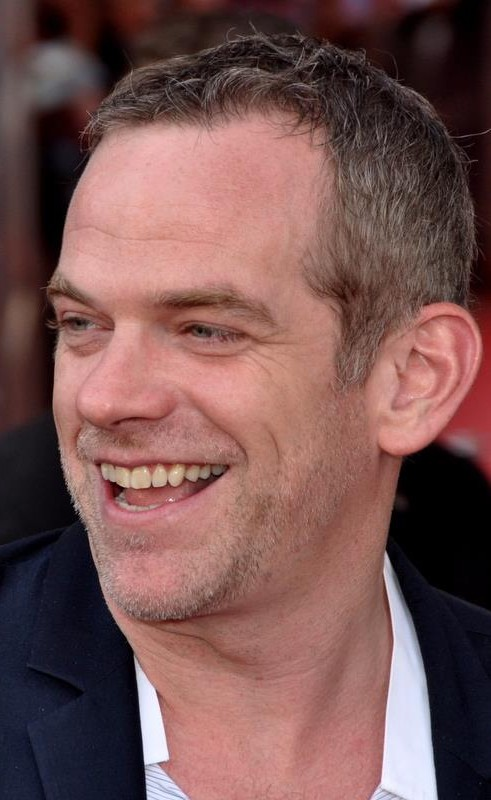
Garou

### Candidats
- Vainqueur
- Deuxième
- Troisième

| Étapes               | # | Garou    | Jenifer  | Louis Bertignac |
| -------------------- | - | -------- | -------- | --------------- |
| Finalistes           | 1 | Nemo     | Carla    | Henri           |
| Finalistes           | 2 | Laëtitia | Paul     | Justine         |
| Finalistes           | 3 | Naya     | Mélina   | Charlie         |
| Éliminés aux Battles | 4 | Benjamin | Victoria | Butterfly       |
| Éliminés aux Battles | 5 | Maylane  | Adrien   | Paul            |
| Éliminés aux Battles | 6 | Frankee  | Hugo     | Océane          |
| Éliminés aux Battles | 7 | Chloé    | Loris    | Nicolas         |
| Éliminés aux Battles | 8 | Virgina  | Mina     | Sarah           |
| Éliminés aux Battles | 9 | Victoria | Gloria   | Blandine        |

## Déroulement

### Étape 1: les auditions à l'aveugle
Le principe est, pour chaque coach, de choisir les meilleurs candidats présélectionnés par la production. Lors des prestations de chaque candidat, chaque juré et futur coach est assis dans un fauteuil, dos à la scène et face au public, et écoute la voix du candidat sans le voir (d'où le terme « auditions à l'aveugle ») : lorsqu'il estime qu'il est en présence d'un candidat qui lui convient, le juré appuie sur un buzzer devant lui, qui retourne alors son fauteuil face au candidat, ce qui signifie que le juré, qui découvre enfin physiquement le candidat, est prêt à coacher le candidat et le veut dans son équipe. Si le juré est seul à s'être retourné, alors le candidat va par défaut dans son équipe. Par contre, si plusieurs jurés se retournent, c'est alors au candidat de choisir quel coach il veut rejoindre.

#### Épisode 1: les auditions à l'aveugle (1)
Le premier épisode est diffusé le 23 août 2014 à 20h55.
| Ordre | Candidat          | Chanson                             | Choix des coachs et des candidats | Choix des coachs et des candidats | Choix des coachs et des candidats | Choix des coachs et des candidats |
| Ordre | Candidat          | Chanson                             | Louis Bertignac                   | Jenifer                           | Garou                             |                                   |
| ----- | ----------------- | ----------------------------------- | --------------------------------- | --------------------------------- | --------------------------------- | --------------------------------- |
| 1     | Mélina (11 ans)   | Under - Alex Hepburn                | —                                 | Le coach a buzzé sur ce candidat. | Le coach a buzzé sur ce candidat. |                                   |
| 2     | Benjamin (12 ans) | Dans un autre monde - Céline Dion   | —                                 | Le coach a buzzé sur ce candidat. | Le coach a buzzé sur ce candidat. |                                   |
| 3     | Paul (14 ans)     | The A Team - Ed Sheeran             | Le coach a buzzé sur ce candidat. | Le coach a buzzé sur ce candidat. | Le coach a buzzé sur ce candidat. |                                   |
| 4     | Alisée (13 ans)   | Les Jours électriques - Jenifer     | —                                 | —                                 | —                                 |                                   |
| 5     | Paul (10 ans)     | Le Blues du businessman - Starmania | Le coach a buzzé sur ce candidat. | —                                 | —                                 |                                   |
| 6     | Océane (13 ans)   | Skyfall - Adele                     | Le coach a buzzé sur ce candidat. | —                                 | Le coach a buzzé sur ce candidat. |                                   |
| 7     | Gloria (6 ans)    | La Vie en rose - Édith Piaf         | Le coach a buzzé sur ce candidat. | Le coach a buzzé sur ce candidat. | Le coach a buzzé sur ce candidat. |                                   |
| 8     | Maylane (12 ans)  | Poker Face - Lady Gaga              | Le coach a buzzé sur ce candidat. | Le coach a buzzé sur ce candidat. | Le coach a buzzé sur ce candidat. |                                   |
| 9     | Arthur (12 ans)   | Ave Maria - Franz Schubert          | —                                 | —                                 | —                                 |                                   |
| 10    | Nemo (13 ans)     | Calling You - Jevetta Steele        | Le coach a buzzé sur ce candidat. | Le coach a buzzé sur ce candidat. | Le coach a buzzé sur ce candidat. |                                   |
| 11    | Charlie (12 ans)  | Skinny Love - Bon Iver / Birdy      | Le coach a buzzé sur ce candidat. | Le coach a buzzé sur ce candidat. | —                                 |                                   |

#### Épisode 2: les auditions à l'aveugle (2)
Le deuxième épisode est diffusé le 30 août 2014 à 20h55.
| Ordre | Candidat                 | Chanson                                    | Choix des coachs et des candidats | Choix des coachs et des candidats | Choix des coachs et des candidats | Choix des coachs et des candidats |
| Ordre | Candidat                 | Chanson                                    | Louis Bertignac                   | Jenifer                           | Garou                             |                                   |
| ----- | ------------------------ | ------------------------------------------ | --------------------------------- | --------------------------------- | --------------------------------- | --------------------------------- |
| 1     | Frankee (12 ans)         | Feeling Good - Nina Simone                 | Le coach a buzzé sur ce candidat. | Le coach a buzzé sur ce candidat. | Le coach a buzzé sur ce candidat. |                                   |
| 2     | Hugo (12 ans)            | Place des grands hommes - Patrick Bruel    | —                                 | Le coach a buzzé sur ce candidat. | —                                 |                                   |
| 3     | Carla (10 ans)           | Éblouie par la nuit - Zaz                  | Le coach a buzzé sur ce candidat. | Le coach a buzzé sur ce candidat. | Le coach a buzzé sur ce candidat. |                                   |
| 4     | Esteban (13 ans)         | Historia de un amor - Carlos Eleta Almaran | —                                 | —                                 | —                                 |                                   |
| 5     | Virginia (15 ans Italie) | I Dreamed a Dream - Les Misérables         | —                                 | —                                 | Le coach a buzzé sur ce candidat. |                                   |
| 6     | Henri (14 ans)           | Ça fait mal - Christophe Maé               | Le coach a buzzé sur ce candidat. | Le coach a buzzé sur ce candidat. | —                                 |                                   |
| 7     | Victoria (12 ans)        | Babooshka - Kate Bush                      | —                                 | —                                 | Le coach a buzzé sur ce candidat. |                                   |
| 8     | Sarah (13 ans)           | Just Give Me a Reason - Pink               | Le coach a buzzé sur ce candidat. | Le coach a buzzé sur ce candidat. | Le coach a buzzé sur ce candidat. |                                   |
| 9     | Naylinz (11 ans)         | Papaoutai - Stromae                        | —                                 | —                                 | —                                 |                                   |
| 10    | Loris (15 ans)           | Wake Me Up - Avicii                        | Le coach a buzzé sur ce candidat. | Le coach a buzzé sur ce candidat. | —                                 |                                   |
| 11    | Nicolas (13 ans)         | Love Me Again - John Newman                | Le coach a buzzé sur ce candidat. | —                                 | —                                 |                                   |

#### Épisode 3: les auditions à l'aveugle (3)
Le troisième épisode est diffusé le 6 septembre 2014 à 20h55.
| Ordre | Candidat               | Chanson                                        | Choix des coachs et des candidats | Choix des coachs et des candidats | Choix des coachs et des candidats | Choix des coachs et des candidats |
| Ordre | Candidat               | Chanson                                        | Louis Bertignac                   | Jenifer                           | Garou                             |                                   |
| ----- | ---------------------- | ---------------------------------------------- | --------------------------------- | --------------------------------- | --------------------------------- | --------------------------------- |
| 1     | Justine (15 ans)       | Treasure - Bruno Mars                          | Le coach a buzzé sur ce candidat. | Le coach a buzzé sur ce candidat. | —                                 |                                   |
| 2     | Naya (13 ans)          | Reckoning Song (One Day) - Asaf Avidan         | —                                 | Le coach a buzzé sur ce candidat. | Le coach a buzzé sur ce candidat. |                                   |
| 3     | Mattéo (12 ans)        | Si seulement je pouvais lui manquer - Calogero | —                                 | —                                 | —                                 |                                   |
| 4     | Laëtitia (13 ans)      | Price Tag - Jessie J                           | Le coach a buzzé sur ce candidat. | —                                 | Le coach a buzzé sur ce candidat. |                                   |
| 5     | Mina (10 ans)          | Adieu - Cœur de pirate                         | —                                 | Le coach a buzzé sur ce candidat. | —                                 |                                   |
| 6     | Blandine (12 ans)      | Let Her Go - Passenger                         | Le coach a buzzé sur ce candidat. | —                                 | Le coach a buzzé sur ce candidat. |                                   |
| 7     | Yanis (13 ans)         | The Way You Make Me Feel - Michael Jackson     | —                                 | —                                 | —                                 |                                   |
| 8     | Adrien (15 ans)        | Just Give Me a Reason - Pink                   | Le coach a buzzé sur ce candidat. | Le coach a buzzé sur ce candidat. | Le coach a buzzé sur ce candidat. |                                   |
| 9     | Butterfly (13 ans)     | Hymne à l'amour - Édith Piaf                   | Le coach a buzzé sur ce candidat. | —                                 | —                                 |                                   |
| 10    | Chloé (13 ans, Suisse) | If I Ain't Got You - Alicia Keys               | Le coach a buzzé sur ce candidat. | —                                 | Le coach a buzzé sur ce candidat. |                                   |
| 11    | Victoria (15 ans)      | Domino - Jessie J                              | —                                 | Le coach a buzzé sur ce candidat. | —                                 |                                   |

### Étape 2: Les battles
Le quatrième épisode est diffusé le 13 septembre 2014 à 20h55.
Au sein de leur équipe, les coachs ont créé des trios de candidats selon leur registre vocal, pour interpréter une chanson.
Légende
- Le talent a remporté la Battle
- Le talent a perdu la Battle

| Coach           | Ordre | Gagnant  | Chanson                                            | Perdants  |
| --------------- | ----- | -------- | -------------------------------------------------- | --------- |
| Garou           | 1     | Naya     | Let Her Go - Passenger                             | Victoria  |
| Garou           | 1     | Naya     | Let Her Go - Passenger                             | Virginia  |
| Jenifer         | 2     | Carla    | L'Homme à la moto - Édith Piaf                     | Gloria    |
| Jenifer         | 2     | Carla    | L'Homme à la moto - Édith Piaf                     | Mina      |
| Louis Bertignac | 3     | Henri    | Help! - The Beatles                                | Blandine  |
| Louis Bertignac | 3     | Henri    | Help! - The Beatles                                | Sarah     |
| Garou           | 4     | Nemo     | Je te donne - Jean-Jacques Goldman & Michael Jones | Chloé     |
| Garou           | 4     | Nemo     | Je te donne - Jean-Jacques Goldman & Michael Jones | Frankee   |
| Jenifer         | 5     | Paul     | Paradise - Coldplay                                | Loris     |
| Jenifer         | 5     | Paul     | Paradise - Coldplay                                | Hugo      |
| Louis Bertignac | 6     | Charlie  | I Want You Back - The Jackson Five                 | Nicolas   |
| Louis Bertignac | 6     | Charlie  | I Want You Back - The Jackson Five                 | Océane    |
| Garou           | 7     | Laëtitia | Royals - Lorde                                     | Maylane   |
| Garou           | 7     | Laëtitia | Royals - Lorde                                     | Benjamin  |
| Jenifer         | 8     | Mélina   | Coups et blessures - BB Brunes                     | Adrien    |
| Jenifer         | 8     | Mélina   | Coups et blessures - BB Brunes                     | Victoria  |
| Louis Bertignac | 9     | Justine  | Ça ira - Joyce Jonathan                            | Paul      |
| Louis Bertignac | 9     | Justine  | Ça ira - Joyce Jonathan                            | Butterfly |

À l'issue des battles, les équipes sont constituées comme suit :
| Garou    | Jenifer | Louis Bertignac |
| -------- | ------- | --------------- |
| Naya     | Carla   | Henri           |
| Nemo     | Paul    | Charlie         |
| Laetitia | Mélina  | Justine         |

### Étape 3: La finale
La finale est diffusée en direct le 20 septembre 2014 à 20h55. Il ne reste plus que 9 candidats en liste : 3 dans chaque équipe. Dans un premier temps, le public élit le meilleur de chaque équipe
Légende
- Sauvé(e) par le public
- Éliminé(e) de la compétition

| Coach                             | Ordre                             | Talent                            | Chanson                                          | Résultat                           |
| --------------------------------- | --------------------------------- | --------------------------------- | ------------------------------------------------ | ---------------------------------- |
| Jenifer                           | 1                                 | Mélina                            | Chandelier - Sia                                 | Éliminée                           |
| Jenifer                           | 2                                 | Carla                             | Vole - Céline Dion                               | Sauvée                             |
| Jenifer                           | 3                                 | Paul                              | Impossible - Shontelle                           | Éliminé                            |
| Jenifer et ses finalistes         | Jenifer et ses finalistes         | Jenifer et ses finalistes         | Kiss You - One Direction                         | Kiss You - One Direction           |
| Louis Bertignac                   | 4                                 | Charlie                           | Mistral gagnant - Renaud                         | Éliminée                           |
| Louis Bertignac                   | 5                                 | Justine                           | Think - Aretha Franklin                          | Éliminée                           |
| Louis Bertignac                   | 6                                 | Henri                             | Prayer in C - Lilly Wood and the Prick           | Sauvé                              |
| Louis Bertignac et ses finalistes | Louis Bertignac et ses finalistes | Louis Bertignac et ses finalistes | All You Need Is Love - The Beatles               | All You Need Is Love - The Beatles |
| Garou                             | 7                                 | Naya                              | Tous les garçons et les filles - Françoise Hardy | Éliminée                           |
| Garou                             | 8                                 | Nemo                              | Cry Me a River - Julie London                    | Sauvé                              |
| Garou                             | 9                                 | Laëtitia                          | Changer - Maître Gims                            | Éliminée                           |
| Garou et ses finalistes           | Garou et ses finalistes           | Garou et ses finalistes           | Radioactive - Imagine Dragons                    | Radioactive - Imagine Dragons      |

À la suite de ces prestations, il ne reste plus que trois concurrents qui chantent la chanson qui a fait retourner leur coach lors de leur première audition.
Voici les résultats des trois derniers candidats :
| Coach           | Ordre | Talent | Chanson                                    |
| --------------- | ----- | ------ | ------------------------------------------ |
| Jenifer         | 1     | Carla  | Éblouie par la nuit - Zaz                  |
| Louis Bertignac | 2     | Henri  | Ça fait mal - Christophe Maé               |
| Garou           | 3     | Nemo   | Don't Rain on My Parade - Barbra Streisand |

| Coach           | Ordre | Talent | Chanson                                    | Résultat  |
| --------------- | ----- | ------ | ------------------------------------------ | --------- |
| Jenifer         | 1     | Carla  | Éblouie par la nuit - Zaz                  | Gagnante  |
| Garou           | 2     | Nemo   | Don't Rain on My Parade - Barbra Streisand | Deuxième  |
| Louis Bertignac | 3     | Henri  | Ça fait mal - Christophe Maé               | Troisième |

## Audiences
| Épisode | Jour et horaire de diffusion           | Nb. de téléspectateurs | Parts de marché (4 ans et plus) | Classement des audiences de la soirée | Référence |
| ------- | -------------------------------------- | ---------------------- | ------------------------------- | ------------------------------------- | --------- |
| 1       | Samedi 23 août 2014 20:55 – 23:20      | 6 361 000              | 34,2 %                          | 1er                                   | [ 5 ]     |
| 2       | Samedi 30 août 2014 20:55 – 23:20      | 5 700 000              | 30,4 %                          | 1er                                   | [ 6 ]     |
| 3       | Samedi 6 septembre 2014 20:55 – 23:20  | 5 677 000              | 29,5 %                          | 1er                                   | [ 7 ]     |
| 4       | Samedi 13 septembre 2014 20:55 – 23:30 | 5 113 000              | 28,3 %                          | 1er                                   | [ 8 ]     |
| 5       | Samedi 20 septembre 2014 20:55 – 23:30 | 5 776 000              | 30,5 %                          | 1er                                   |           |

Légende :
- Plus hauts chiffres d'audience
- Plus bas chiffres d'audience